# 官務
官務（かんむ）とは、太政官弁官局の史中の最上首。通常は五位の位階に叙せられた左大史（大夫史）がこれにあたる。

## 概要
本来、弁官局の大史の官位相当は正六位上であったが、平安時代中期より左大史の中で五位（大夫）に叙せられる者が現れ、右大史以下を率いて太政官及び宮中の庶務を取り扱った。
平安時代中期に算道の小槻氏の小槻奉親（在任:長徳元年（995年）－寛弘8年（1011年）が同氏最初の大夫史になり、15年の長きにわたってその職にあった。当時の公家の慣例通り、奉親も在任中に発生した官文書（政務に関する公文書）を自らの下で整理・保管していたが、それらは宣旨の発給をはじめ弁官局ひいては太政官の運営に欠かせない内容を多数含んでいた。また、小槻氏が元々算道の家として、諸国からの租税計算（「諸国調賦算勘」）を扱っていたことから朝廷財政や地方政治に関する業務にも通じていた。そこに目をつけた藤原頼通は治安年間に父・道長の反対を押し切って奉親の子・右大史貞行を大夫史に抜擢して太政官と弁官局における文書保管と先例勘申を扱わせ、永承元年（1046年）に大夫史となった貞行の子孝信以降は大夫史の職を世襲するようになった。このため、孝信の子孫である小槻氏の氏長者を特に官務長者・史長者と呼称し、鎌倉時代以後官務の呼び名が用いられるようになった。官務は太政官における公文書と太政官厨家の管理、宣旨の発給実務、先例の調査・勘申を担当した。小槻氏の館に収められた公文書の入った文庫は特に官文庫と呼ばれ、本来の保管場所である官文殿が衰微廃絶するともっぱら官文庫で保管されるようになった。鎌倉時代より小槻氏は壬生官務家と大宮官務家に分裂するが、戦国時代に大寧寺の変で大宮家の小槻伊治が殺されて大宮官務家が断絶すると、壬生官務家が代々担当するようになった。

## 辞令文書
| 「 | 左大史の辞令（口宣案）の例 「長興宿禰記」 上卿 中御門中納言 文明十八年七月十二日 宣旨 從五位上小槻時元 宜任左大史 藏人頭左中辨藤原元長奉 （訓読文）上卿 中御門中納言（中御門宣胤 45歳 従二位権中納言） 文明18年（1486年）7月12日 宣旨 従五位上小槻時元（大宮時元 18歳） 宜しく左大史に任ずべし、蔵人頭左中辨藤原元長（甘露寺元長 31歳 正四位上）奉（うけたまは）る | 」 |